# Parque da Quinta das Conchas e dos Lilases
O Parque da Quinta das Conchas e dos Lilases é um parque em Lisboa. Dá o seu nome a um bairro e a uma estação de Metro do mesmo nome.Trata-se da terceira maior mancha verde de Lisboa, a seguir ao Parque Florestal de Monsanto e ao Parque da Bela Vista.

## História
Foi construído no espaço de duas quintas quinhentistas (a das Conchas e a dos Lilases), e tem uma superfície de 26 hectares. Situa-se na freguesia do Lumiar.
A Quinta das Conchas remonta ao século XVI, tendo sido instalada por Afonso Torres. Após ter passado por várias famílias de proprietários acaba por ser adquirida - a 25 de Fevereiro de 1899 - por Francisco Mantero.
Nesta ocasião foi igualmente transaccionada a Quinta dos Lilases. Tendo feito fortuna enquanto proprietário de várias roças de café em São Tomé e Príncipe, Mantero arquitectou a Quinta dos Lilases à imagem da colónia portuguesa à data: o edifício existente foi reconvertido em mansão de estilo colonial enquanto o lago foi guarnecido com duas ilhas arborizadas, que simbolizam as ilhas de São Tomé e Príncipe.
Data desta mesma época - início do século XX - a construção da mansão e do fontanário (hoje inactivo e seco, com uma inscrição na pedra com a data de 1916) existentes na área de mata da Quinta das Conchas. A Tobis Portuguesa - companhia de filmes sonoros - chegou a possuir, numa parcela da quinta, um estúdio onde foi, entre outros, realizado o filme A Canção de Lisboa por José Cottinelli Telmo, em 1933.
Em 1966 os descendentes de Francisco Mantero "transferem" para a Câmara Municipal de Lisboa a gestão e preservação da Quinta.
Possuidora de uma área de mata profusamente arborizada (cerca de dois terços da superfície total), a Quinta das Conchas encontra-se favorecida por diversas áreas de lazer, nomeadamente, um café/auditório, restaurante, parque infantil, parque de merendas, lago com pontão, bem como um circuito interno que permite a prática de actividades desportivas, como por exemplo, caminhada, corrida e/ou ciclismo. A norte do parque, a Quinta dos Lilases complementa o espaço, sendo constituída por uma mansão de estilo colonial (a qual serviu de residência a Francisco Mantero), jardim e lago - com duas ilhas arborizadas ao centro.
Tendo sido alvo de obras de beneficiação e requalificação, o Parque da Quinta das Conchas e dos Lilases foi "reinaugurado" ao público a 12 de Maio de 2005, sob a tutela do presidente da edilidade lisboeta à data, Pedro Santana Lopes. Estas obras de qualificação receberam o Prémio Valmor e Municipal de Arquitectura em 2005.
A secção de terreno que constitui a Quinta dos Lilases foi, por sua vez, reaberta ao público a 15 de Janeiro de 2007, presidindo António Carmona Rodrigues à Câmara Municipal de Lisboa à data.
A sua gestão e preservação são da responsabilidade da Câmara Municipal de Lisboa, estando diariamente aberto ao público das 06:00 à 01:00.
Existe aqui uma pequena biblioteca ao ar livre, pertencente à rede norte-americana de troca de livros gratuita Little Free Library.